# Beringius behringi
Beringius behringi är en snäckart som först beskrevs av Middendorff 1848.  Beringius behringi ingår i släktet Beringius och familjen valthornssnäckor. Inga underarter finns listade i Catalogue of Life.